# NGC 3274
NGC 3274 é uma galáxia espiral barrada (SBcd) localizada na direcção da constelação de Leo. Possui uma declinação de +27° 40' 08" e uma ascensão recta de 10 horas, 32 minutos e 17,1 segundos.
A galáxia NGC 3274 foi descoberta em 11 de Abril de 1785 por William Herschel.